# 乃木神社 (下関市)
乃木神社（のぎじんじゃ）は、山口県下関市長府にある神社である。乃木希典将軍を祀り、地元では学問の神様として知られている。旧社格は県社。

## 経緯
大正3年（1914年）、乃木の郷里の長府に乃木記念会が結成され、乃木希典が幼少時代を過ごした旧家を復元し、乃木の幼少期の像や遺品などを展示する乃木記念館とした。大正8年（1920年）、乃木記念館に隣設して乃木希典を祀る乃木神社が造営された。

## アクセス
- 山陽本線長府駅
- サンデン交通城下町長府バス停